# المتحف الوطني بقرطاج
المتحف الوطني بقرطاج هو متحف أثري تونسي يوجد على ربوة بيرصة بمدينة قرطاج، ويعتبر أحد أهم متحفين أثريين تونسيين بعد متحف باردو. ويوجد على مقربة من كاتدرائية القديس لويس بقرطاج.

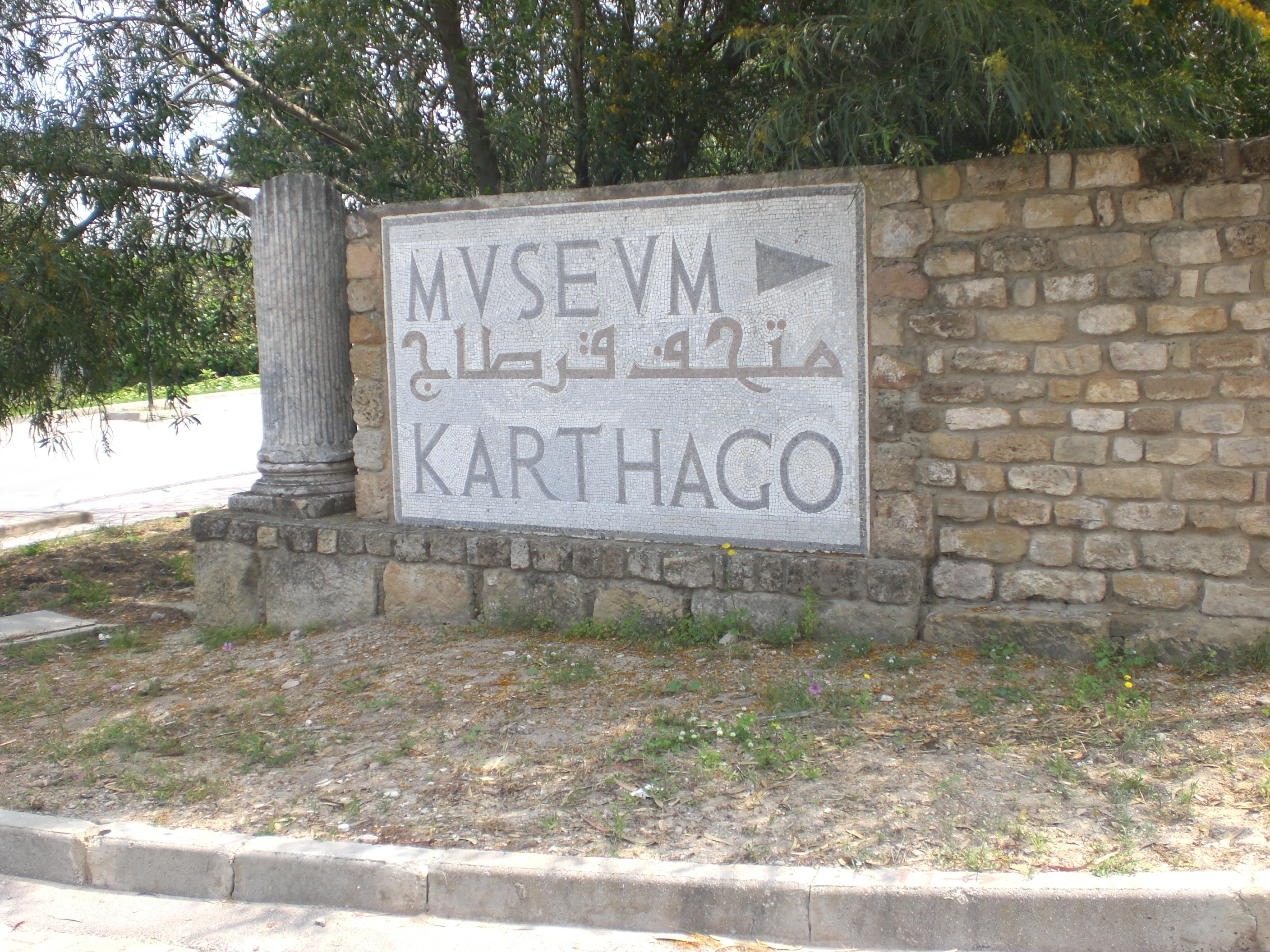
في الطريق إلى متحف قرطاج

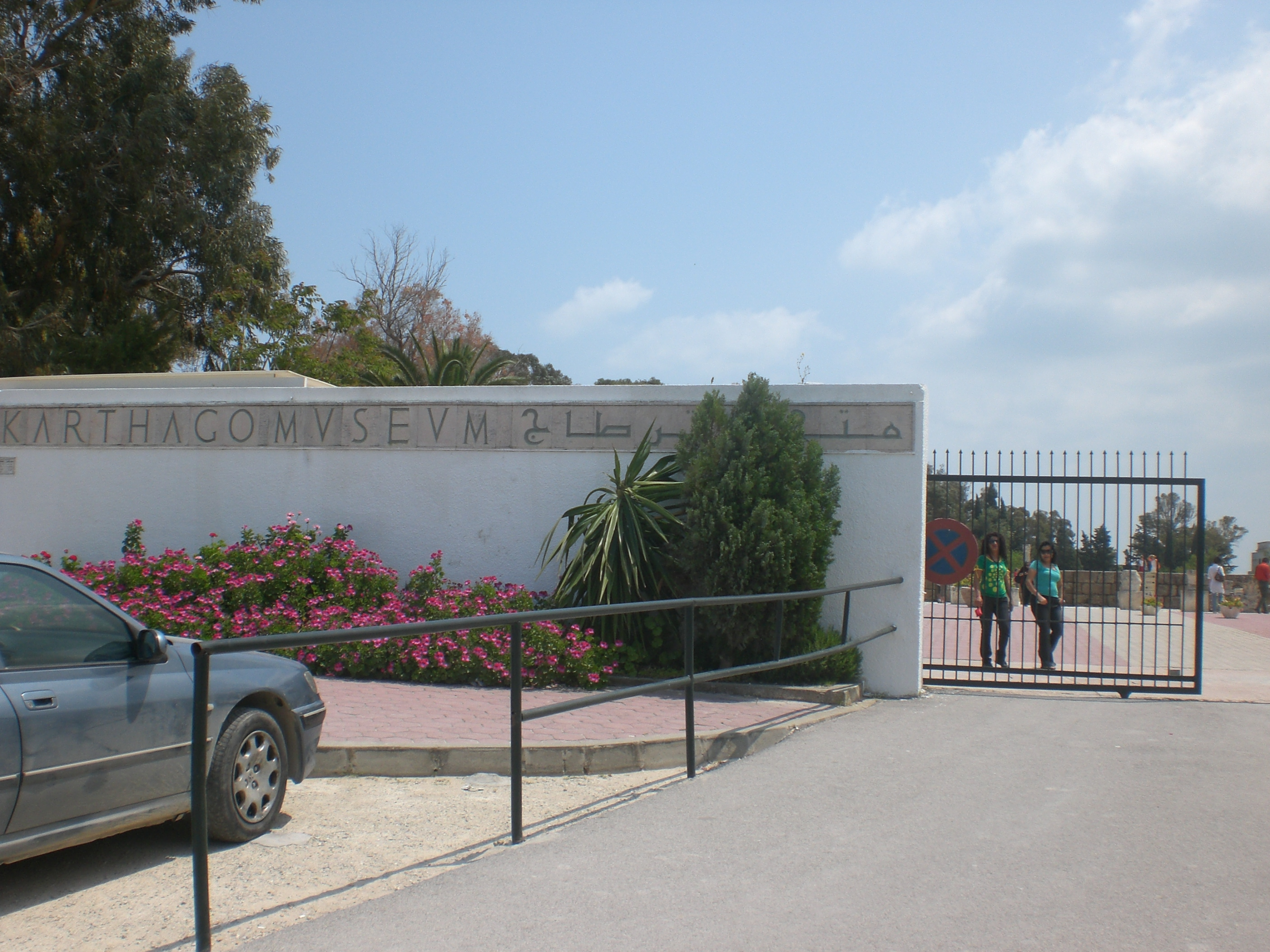
مدخل متحف قرطاج

## المحتوى
يحتوي المتحف على مخلفات أثرية تعود إلى عدة عهود قديمة، من بينها خاصة:
- ما يعود إلى الحضارة البونية، من:
  - قناديل زيتية
  - مجموعة من الخزف الذي اكتشف بالمعابد وبتوفاة صلامبو.
  - قبور مرمرية تعود إلى القرن 3 ق.م.
  - أدوات جنائزية مثل الأقنعة والحلي
- وما يعود إلى العهد الروماني:
  - لوحات فسيفساء رومانية
  - تماثيل مختلفة.
- العهد المسيحي والبيزنطي:
  - لوحات فسيفسائية من بينها اللوحة المسماة سيدة قرطاج...
  - نقائش جنائزية

## تاريخه
تأسس المتحف عام 1875 في مقر المبشرين الآباء البيض. وقد حمل اسم زعيمهم الكاردينال لافيجري، وقد عرض فيه في البداية مكتشفات الآباء البيض في قرطاج. وقد حمل المتحف اسمه الحالي عام 1956 وفتح لأول مرة أمام الجمهور عام 1963. وفي تسعينات القرن العشرين أعيد تنظيمه ليحتضن مكتشفات التنقيبات الأثرية التي تمت في إطار الحملة الدولية لليونسكو والتي جرت فيما بين 1972 و1995.

## معرض صور

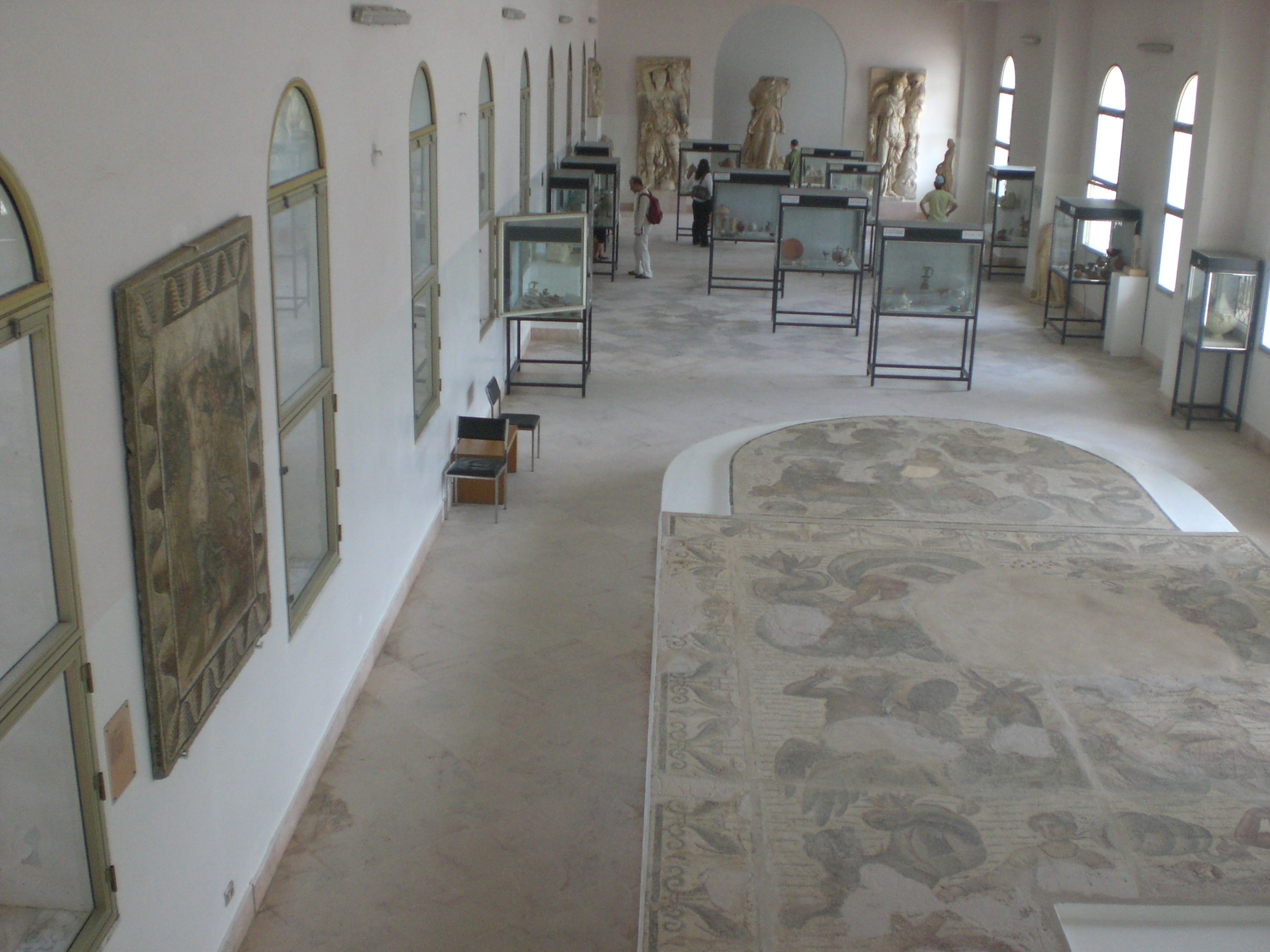
إحدى قاعات المتحف
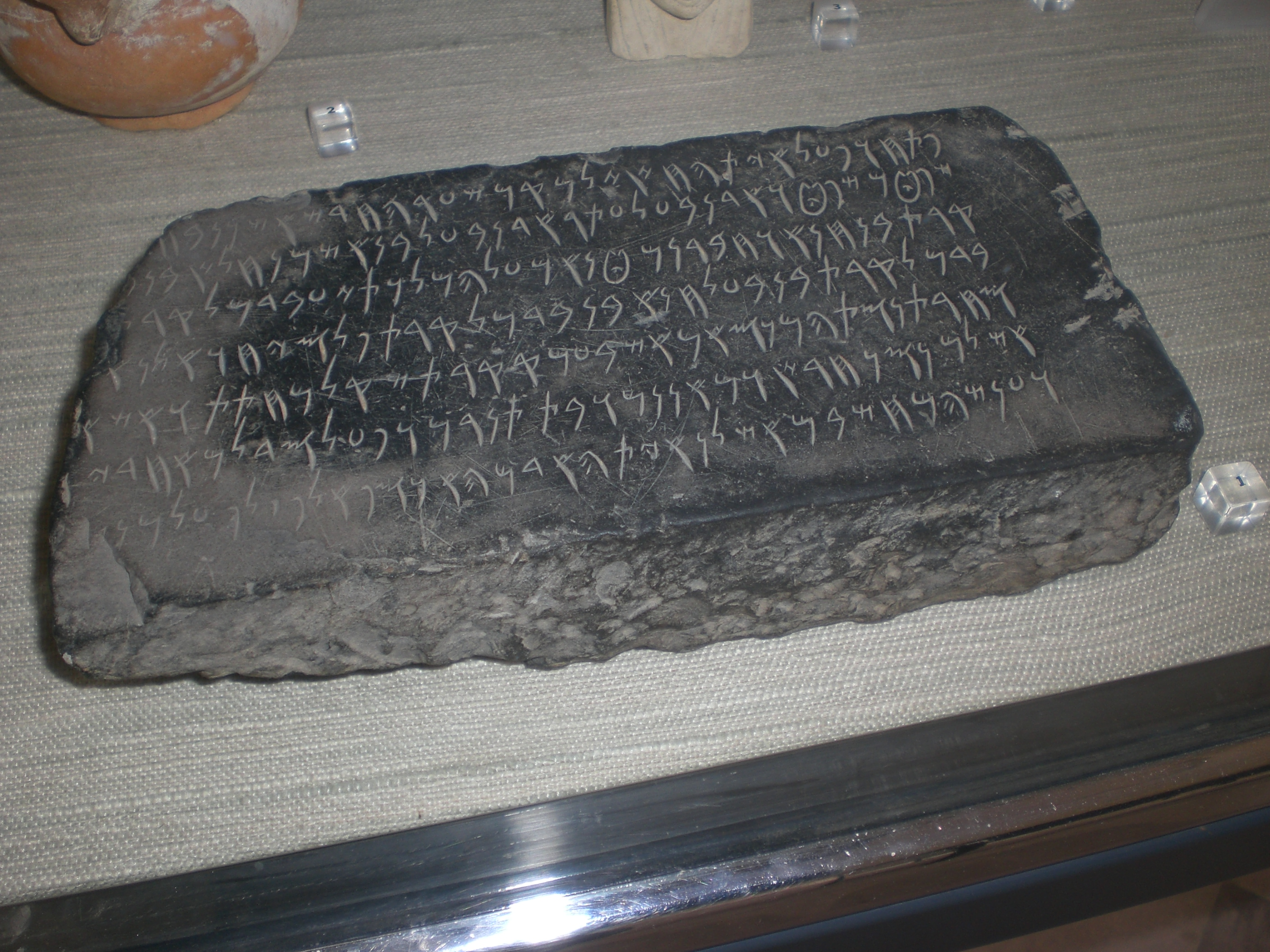
نقيشة بكتابة بونية بمتحف قرطاج
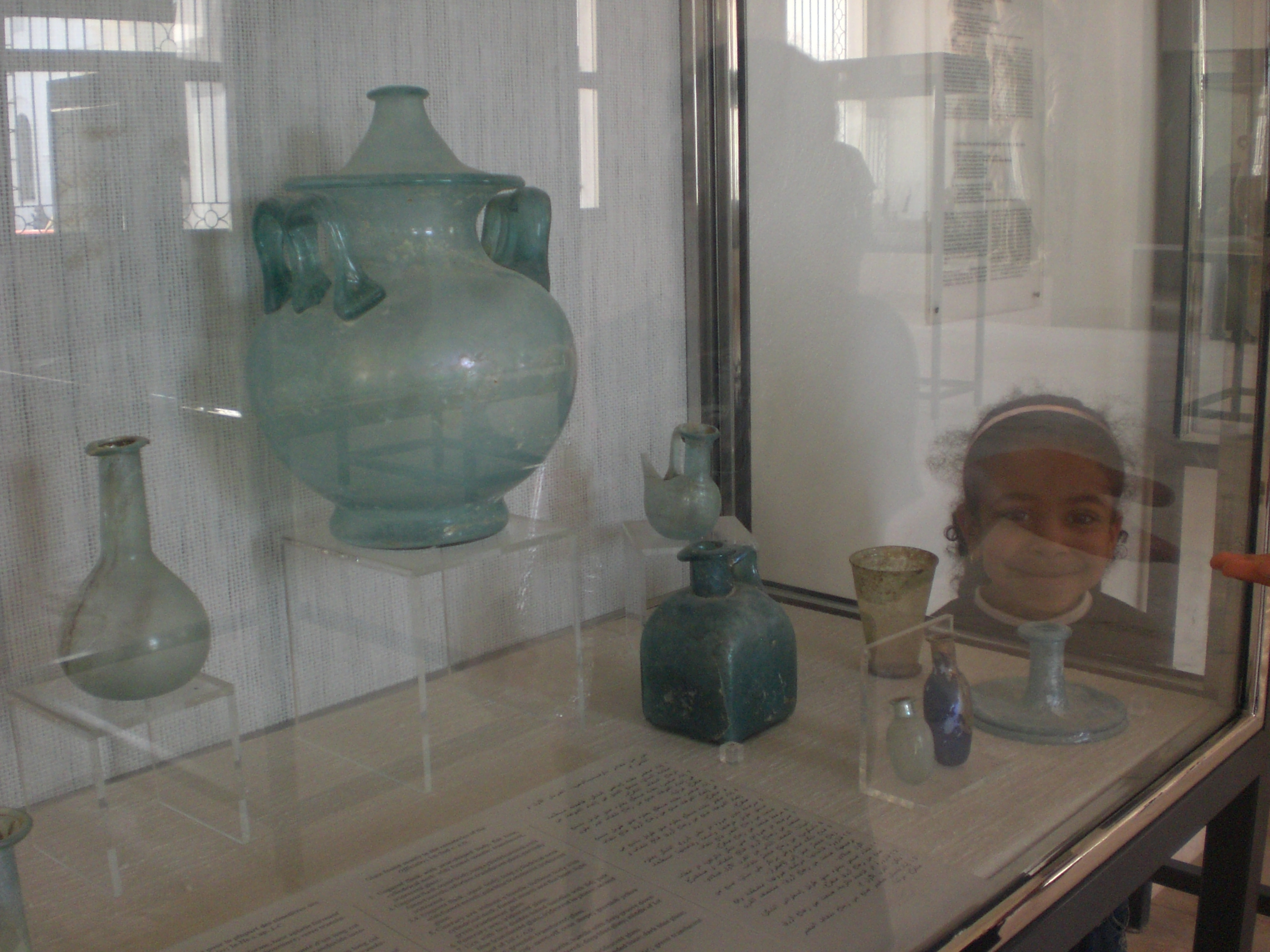
أدوات من بلور
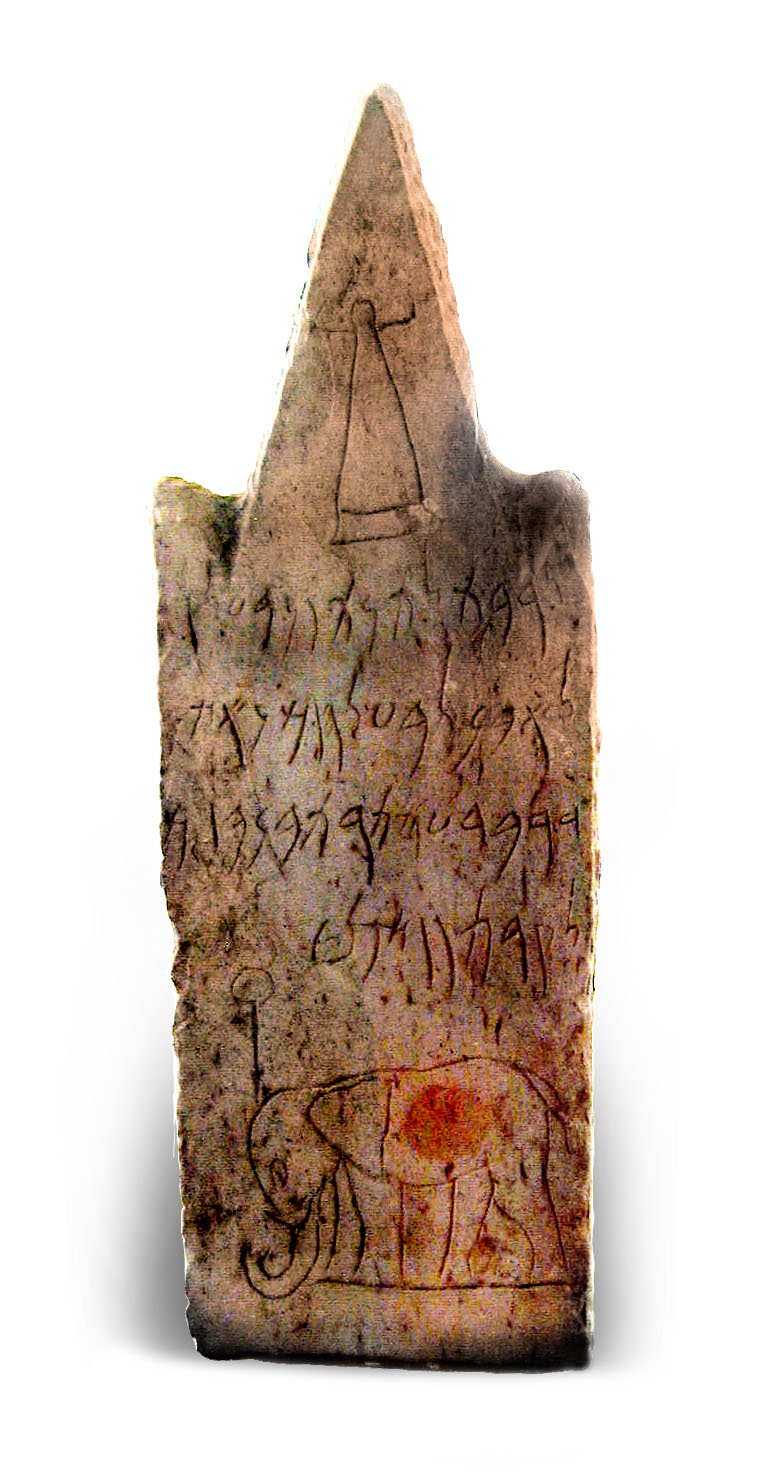
نصب جبسي يظهر عليه فيل
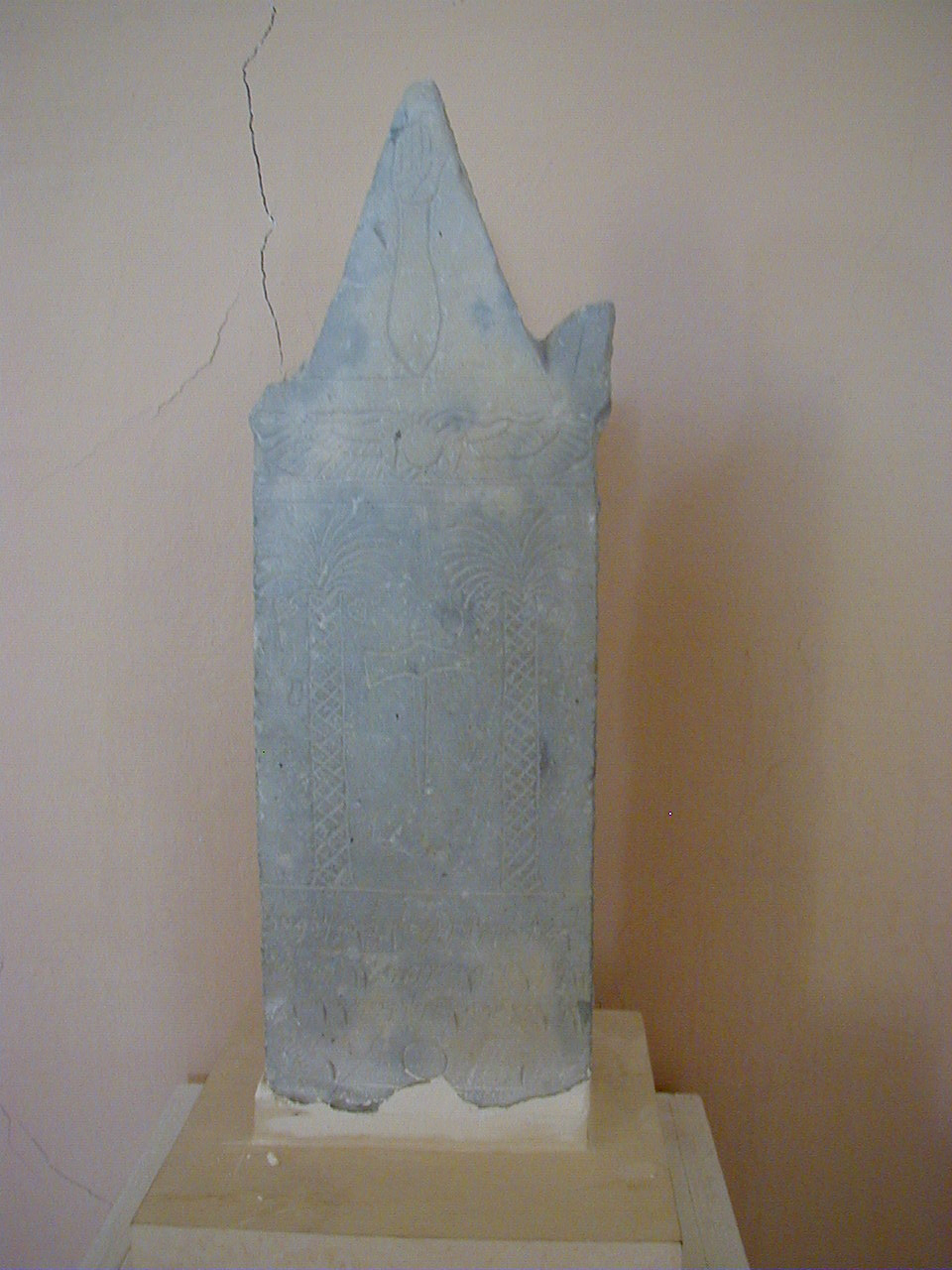
نصب يظهر عليه نخيل
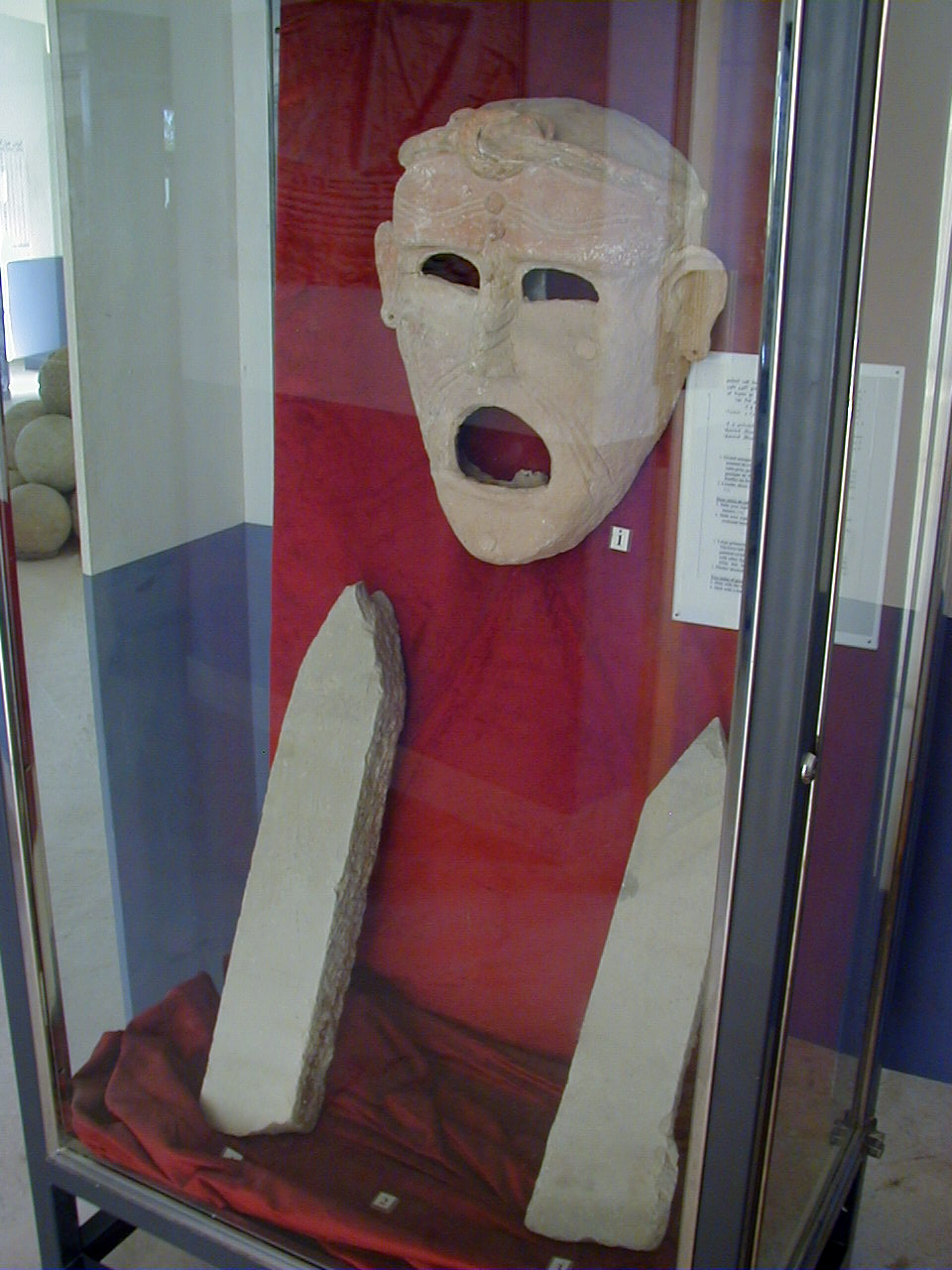
نصب وأقنعة بونية
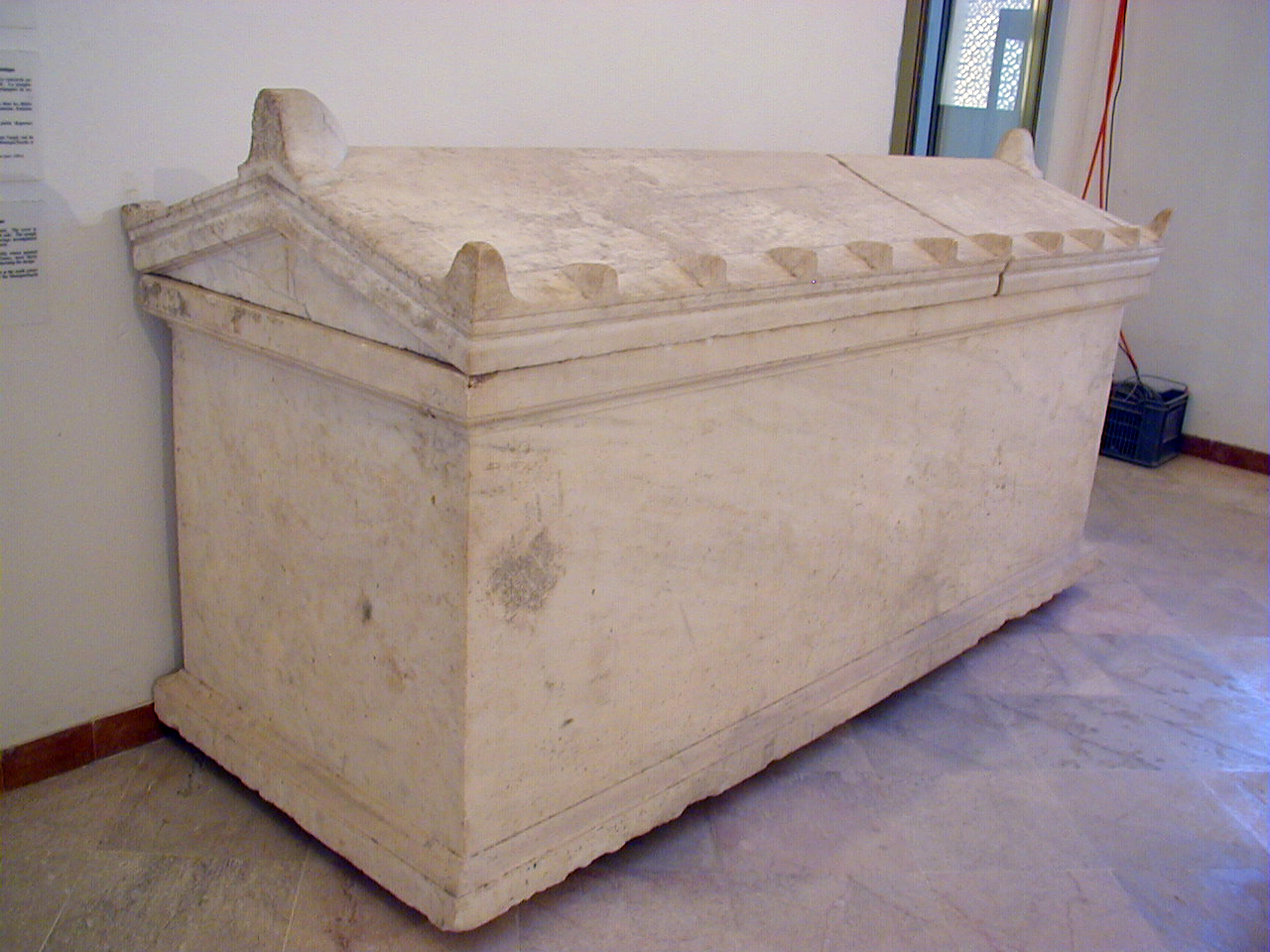
تابوت رخامي
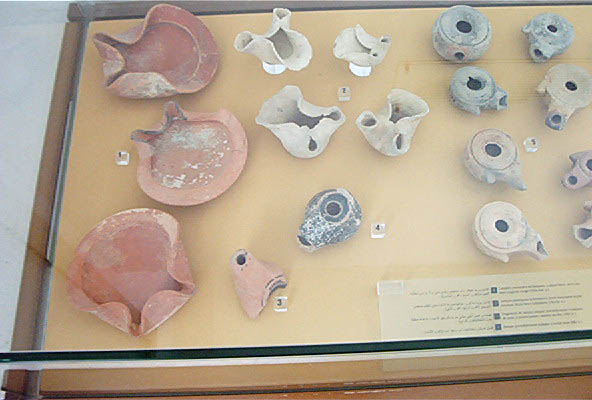
مصابيح زيتية بونية
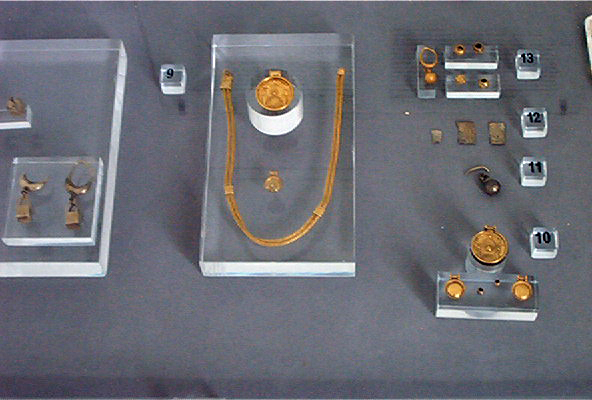
حلي